# Le Roi des bricoleurs
Pour plus de détails, voir Fiche technique et Distribution.
Le Roi des bricoleurs est un film français réalisé par Jean-Pierre Mocky en 1977.

## Synopsis
L'industriel Gourmic, avec l'aide de son beau-frère Malju, fait retaper une maison délabrée pour en faire une maison thermale et la revendre à un ministre. L'entrepreneur des travaux n'est pas du genre honnête et il est aussi le maire de la station thermale. Les conflits entre les personnages sont nombreux: retards dans l'achèvement des travaux, dénonciation de travail au noir, dégradations et menaces. Lors de la visite du ministre, il faut ruser, utiliser le trompe-l'œil. Finalement, le maire sera puni et les deux beaux-frères pourront enfin inaugurer leur réalisation.

## Fiche technique
- Titre : Le Roi des bricoleurs
- Réalisation : Jean-Pierre Mocky
- Adaptation et dialogues : Jean-Pierre Mocky, André Ruellan, Michel Saintourens
- Photographie : Marcel Weiss
- Musique : Eric Demarsan
- Chanson du film interprétée par Sim
- Son : Séverin Frankiel
- Cadrage : Paul Rodier
- Décors : René Loubet
- Montage : Michel Saintourens et Annabelle Le Dœuff
- Scripte : Nathalie Perrey
- Maquillage : Micheline Chaperon
- Régie : Francis Hylari
- Assistant régie : Patrick Choquet
- Assistants du réalisateur : Luc Andrieux, Natalie Perrey, André Heinrich, Alain Lévy et Philippe Attuel
- Bruitage : Henri Humbert
- Production : M. Films (Paris)
- Directeur de production : Robert Paillardon
- Distribution : M.Films (GRP)
- Lieu de tournage : Saint-Amand-les-Eaux
- Durée : 80 minutes.
- Date de sortie : 23 février 1977
- Genre : comédie

## Distribution
- Sim :  Malju
- Michel Serrault :  Bordin
- Pierre Bolo :  Goumic
- Paulette Frantz :  Anne
- Jacques Legras :  Sirop
- Michel Francini :  Duchatel
- Maurice Vallier :  Calfeutret
- Dominique Zardi :  le rouquin
- Gérard Hoffmann :  Fouret
- Jean-Claude Rémoleux :  Granduc
- Roger Delcrost :  Infatigable
- Antoine Mayor :  Vitou
- Gillian Gille :  Madame Sirop
- Jean Cherlian :  Zapi
- Jean Radou :  Chéri
- Louis Albanese :  Trincal
- Henri Attal :  l'ouvrier arabe
- Karen Nielsen :  la spécialiste en chauffage central
- Luc Delhumeau :  le coiffeur
- Désiré Bastareaud :  le nain noir
- Thérèse Aspar :  une curiste
- Jean Abeillé :  un employé des thermes
- Alex Lacast :  l'abbé
- Dominique Hulin :  un entrepreneur
- Philibert Suédois :  un musicien de Bordin
- Luc Andrieux :  l'ouvrier au tuyau
- Robert Nogaret, Jacques Lévy, Guy Denancy, Jean-Noël Keller, Jean-François Dupa, Utta Bella, Yves Morgan-Jones, Louis Jojot, Albert Lerner, François Bouchex, David Mouchangou, Dominique Bornand, Bernard Vignal, René Marquand, Jean Le Gall, Claude Beauthéac, Carlos Otéro, Pierre Jacquot, Daniel Léger, René Douglas, Tony Charley, Gilbert Servien, Chantal Guillambert, René Bernard, Gérard Cuvier, Charles Marosi, Maurice Devienne, Louis Aimé-Théo.

## Casting
Sim a remplacé Louis de Funès, tombé malade.